# Aulacorhynchus albivitta
El tucanete gorjiblanco (Aulacorhynchus albivitta) es una especie de ave piciforme de la familia Ramphastidae propia de Sudamérica. Es considerada como subespecie del tucán esmeralda (Aulacorhynchus prasinus) por algunas autoridades taxonómicas No se conocen subespecies.

## Descripción
Los adultos miden entre 30 y 35 cm de largo y el peso puede variar desde 118 a 230 gramos. Ambos sexos son similares en apariencia, aunque la hembra en general es más pequeña y tiene el pico ligeramente más corto. Es similar a los otros miembros del género Aulacorhynchus, con el plumaje principalmente verde. Las infracoberteras caudales y la punta de la cola son marrón. El pico es negro con amarillo en el maxilar superior y una banda blanca en la base. Tiene la garganta blanca y un anillo ocular oscuro, con aspecto negruzco desde la distancia. Las patas son grisáceas y el iris oscuro.

## Distribución
Se distribuye en los Andes, desde el oeste de Venezuela, a través de Colombia, hasta el norte de Ecuador.